# اداره پلیس پارادایس
اداره پلیس پارادایس (انگلیسی: Paradise PD) یک پویانمایی بزرگسالان و کمدی موقعیت انیمیشنی آمریکایی ساخته وکو اگویین و راجر بلک که برای اولین بار ۳۱ اوت ۲۰۱۸ در شبکه اینترنتی نتفلیکس به نمایش درآمد. از ستارگان این انیمیشن می‌توان به دینا اسنایدر، دیوید هرمان، تام کنی، سارا چالک و کایل کینین اشاره کرد. در ۳۰ اکتبر ۲۰۱۸، اعلام شد که نتفلیکس سریال را برای فصل دوم تمدید کرده‌است. فصل سوم نیز در تاریخ ۱۲ مارس ۲۰۲۱ منتشر شد.
فصل چهارم هم منتشر شده ۸ قسمت هستش.